# حمیدرضا نوربخش
حمیدرضا نوربخش (زاده سال ۱۳۴۴ در شهر قم) خواننده موسیقی ایرانی است. او هم‌اکنون مدیر عامل خانه موسیقی ایران و از اعضای هیئت مدیره این نهاد است. وی بنیانگذار و مدرس برجسته صداسازی در آواز ایرانی است.

## زندگی
حمیدرضا نوربخش در اول آبان سال ۱۳۴۴ در شهر قم به دنیا آمد. پدر او با مکاتب آوازی پیشینیان آشنایی داشت و با آخرین بازماندهٔ آنان، تاج اصفهانی دوستی داشت. وی تحصیلات دانشگاهی خود را در رشته حقوق انجام داد. هم‌زمان با تحصیلات دانشگاهی، به کلاس محمدرضا شجریان راه یافت.

## فعالیت هنری
وی آلبوم «پرده عشاق» را با همکاری فرامرز پایور ارائه کرده و هم‌چنین در کنسرت گروه عارف با آهنگ‌سازی پرویز مشکاتیان به عنوان خواننده همکاری کرده‌است. از او آثاری چون آسمان با گروه شهنازی و سرپرستی داریوش پیر نیاکان و پنهان چو دل با گروه شمس و به سرپرستی کیخسرو پورناظری منتشر شده‌است.
نوربخش، در سال ۱۳۸۶ به همراه کیهان کلهر در تئاتر شهر پاریس به اجرای کنسرت پرداخت. او در زمستان ۸۸ هم به اتفاق کیهان کلهر کنسرتی را در چند کشور اروپایی و آمریکایی برگزار کرد.
نوربخش در سال ۸۶ نیز کنسرتی را با پرویز مشکاتیان در تالار وزارت کشور برگزار کرد.
حمیدرضا نوربخش، سمت‌هایی چون عضویت در هیئت مدیره خانه موسیقی، عضویت در کانون خوانندگان سنتی خانه موسیقی، عضویت در شورای راهبردی معاونت هنری وزارت فرهنگ و هنر ارشاد اسلامی و عضویت در شورای عالی خانه هنرمندان را بر عهده داشته‌است. وی مدیر عامل کنونی خانه موسیقی ایران است.
او همچنین دارای نشان درجه یک هنری (معادل دکترا) است.
آلبوم سعدی خوانی (وشتن):
کاری است با آهنگسازی پیمان سلطانی در این اثر تعدادی از غزلیات سعدی ابتدا به صورت آواز با همراهی ارکستر شنیده می‌شود. آوازها توسط پنج خواننده اجرا شده‌است. علی اصغر شاه زیدی، محسن کرامتی، مظفر شفیعی، علی جهاندار و حمیدرضا نوربخش اشعار سعدی را اجرا کرده‌اند.
از مهم‌ترین شاگردان وی می‌توان به همایون شجریان، محمد معتمدی و وحید تاج اشاره نمود.